# Frente de Vorónezh

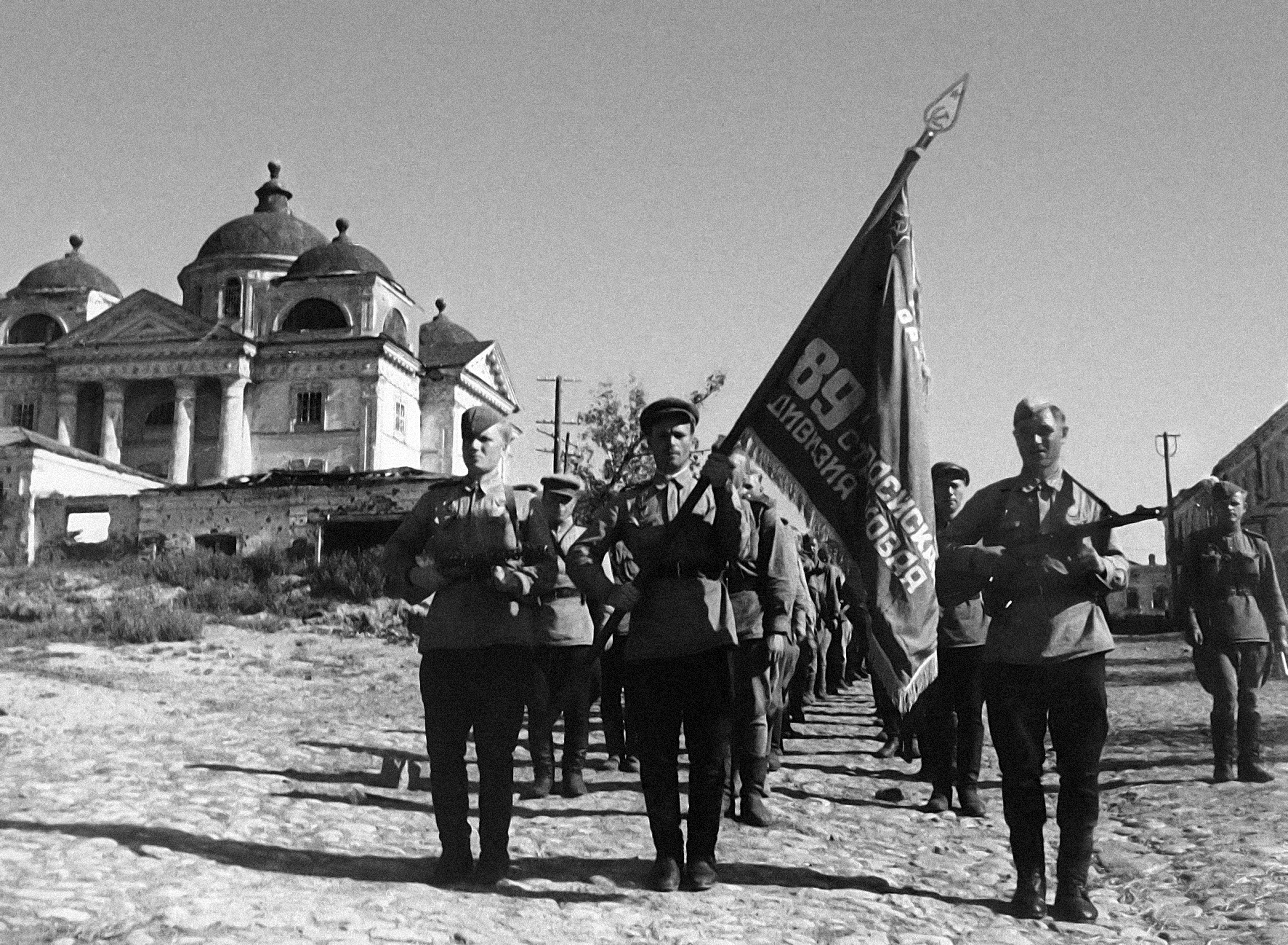
Tropas de la 89 División de Fusileros de la Guardia de Belgorod-Járkov en las calles de la recientemente recuperada Belgorod. Año 1943

El Frente de Vorónezh (en ruso: Воронежский Фронт) fue un frente del Ejército Rojo de la Unión Soviética durante la Segunda Guerra Mundial. El nombre indica la principal región geográfica en la que luchó el frente por primera vez, en base a la ciudad de Vorónezh en el río Don.

## Historial de combate
El frente se estableció el 9 de junio de 1942, cuando los tanques del 6.º Ejército de la Wehrmacht alemana llegaron a Vorónezh durante las primeras etapas de la Operación Blau. Fue un cambio de nombre del anterior Frente de Briansk.
El frente de Vorónezh participó en la batalla homónima, las operaciones defensivas en los accesos a Stalingrado, y en la Operación Saturno de diciembre de 1942, el seguimiento del cerco del 6º Ejército alemán en Stalingrado, donde destruyó al 2.º Ejército de Hungría. Después de la Operación Saturno, el frente estuvo involucrado en la Operación Zvezda, que incluyó la Tercera Batalla de Járkov, y resultó en una batalla de larga duración desde el 2 de febrero hasta el 23 de marzo de 1943, y la reversión de parte de las ganancias soviéticas de los alemanes. Durante la operación Zvezda, el frente incluía los Ejércitos 38.º, 40.º, 60.º y 69.º más el 3.º Ejército de Tanques de la Guardia. Este último ejército fue tan maltratado por la operación que luego fue reorganizado como el 57.º Ejército. En la batalla de Kursk en agosto de 1943, el frente operó en el flanco sur de la penetración alemana, durante el cual participó en la batalla de Projorovka.
Durante la Operación Polkovodets Rumyantsev, que comenzó el 3 de agosto de 1943, el frente incluyó el 38.º, 40.º, 27.º, 6.º Guardia, 5.º Guardia, y 1.º y 5.º Ejércitos de Tanques de la Guardia. Durante esta batalla, tanto el 1.º como el 5.º Ejército de Tanques de la Guardia hicieron su mayor esfuerzo en el sector del 5.º Ejército de la Guardia, y finalmente lograron tomar tanto Belgorod como la liberación de Járkov. Una de las divisiones en el 5.º Ejército de Guardias fue la 13.ª División de Fusileros de la Guardia. El frente también luchó en la posterior liberación del este de Ucrania.
El Frente de Vorónezh pasó a llamarse Primer Frente Ucraniano el 20 de octubre de 1943.

## Mando

### Comandantes:
- Teniente general, desde el 19 de enero de 1943, coronel general Filip Gólikov  (9-14 de julio de 1942, 22 de octubre de 1942-28 de marzo de 1943),
- Teniente general, desde el 7 de diciembre de 1942, coronel general y desde el 13 de febrero de 1943, general de ejército Nikolái Vatutin (14 de julio - 22 de octubre de 1942, 28 de marzo - 20 de octubre de 1943).

### Miembros del Consejo Militar:
- Comisario de Cuerpo Iván Susaikov. (9 de julio - 27 de septiembre de 1942),[1]
- Comisario de Cuerpo Lev Mejlis. (28 de septiembre - 7 de octubre de 1942),
- Comisario del Ejército de segundo rango, desde el 6 de diciembre de 1942, teniente general Fiódor Fedotovich Kuznetsov (8 de octubre de 1942-2 de marzo de 1943),
- Teniente general Nikita Jrushchov. (3 de marzo - 20 de octubre de 1943),[2]
- Mayor general Nikifor Kalchenko. (15 de septiembre - 20 de octubre de 1943),[3]
- Mayor general Konstantín Krainiukov. (10-20 de octubre de 1943).[4]

### Jefes de Estado Mayor:
- Mayor general Fiódor Shevchenko (9-20 de julio de 1942),[5]
- Teniente general Mijaíl Kazakov. (20 de julio de 1942-2 de febrero de 1943),[6]
- Mayor general Anton Pilipenko (2 de febrero - 23 de marzo de 1943),[7]
- Mayor general Feodosi Korzhenevich. (23 de marzo - 30 de mayo de 1943),[8]
- Teniente general Semen Ivanov. (31 de mayo - 20 de octubre de 1943).[9]